# Acalypha 'Inferno'
Acalypha 'Inferno' é uma espécie de flor do gênero Acalypha, pertencente à família Euphorbiaceae.